# Церква Миколи Чудотворця (Шахти)
Церква Миколи Чудотворця  (рос. Церковь Николая Чудотворца) — православний храм у місті Шахти Ростовської області (Росія).

## Історія
1902 року за ініціативи жителів селища Аютинський почалось будівництво храму, який було освячено наступного року в ім'я Святителя і Чудотворця Миколая. На той момент церква була однопрестольною, мала три бані та дзвіницю. Витрати на будівництво склали вісім тисяч карбованців. Відповідно до царського указу Священний синод визначив створення при новому храмі самостійної парафії з причтом зі священика та псаломника.
Свято освячення відбулось 3 листопада 1903 року в хуторі Власово-Аютинському. Обряд освячення провели шість священиків Олександрівсько-Грушівського благочиння за участі трьох дияконів і хору Новочеркаська. Витрати з освячення храму склали 900 карбованців. З Новочеркаська прибуло багато гостей і посадовців, у тому числі й отаман місцевих козаків.
Після перевороту 1917 року храм було закрито, але не зруйновано, в приміщенні облаштували клуб. Лише 1991 року перебудований храм Святого Миколая відновив свою роботу. Оновлена церква має п'ять куполів, які 2012 року освятив єпископ Ігнатій.